# Gomes Aires

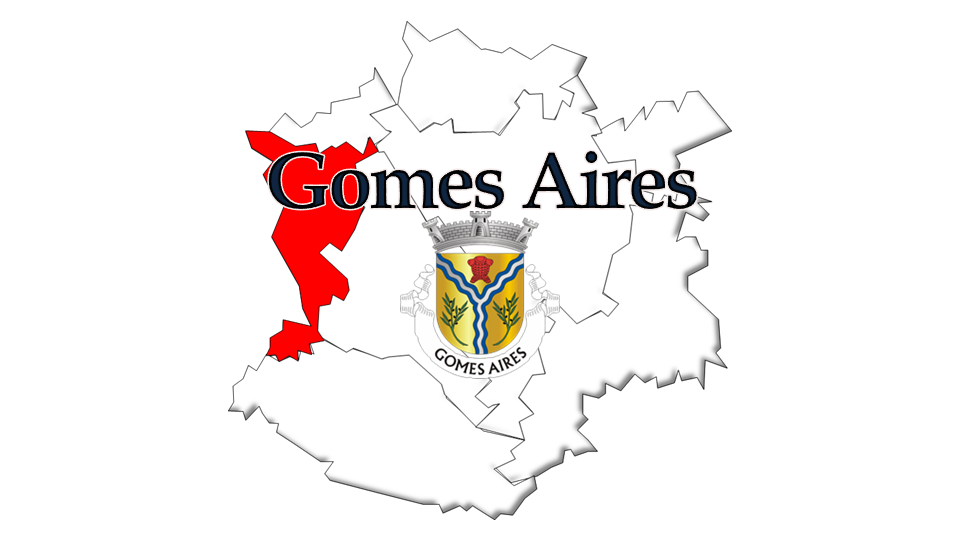
Freguesia de Gomes Aires

Gomes Aires é uma antiga povoação portuguesa do Município de Almodôvar que foi sede da extinta Freguesia de Gomes Aires, freguesia que tinha 65,48 km² de área e 355 habitantes (2011), e, por isso, uma densidade populacional de 5,4 hab/km².
Foi extinta em 2013, no âmbito de uma reforma administrativa nacional, tendo sido agregada à freguesia de Santa Clara-a-Nova, para formar uma nova freguesia denominada União das Freguesias de Santa Clara-a-Nova e Gomes Aires com sede em Santa Clara-a-Nova.

## População
| População da freguesia de Gomes Aires (1864 – 2011) | População da freguesia de Gomes Aires (1864 – 2011) | População da freguesia de Gomes Aires (1864 – 2011) | População da freguesia de Gomes Aires (1864 – 2011) | População da freguesia de Gomes Aires (1864 – 2011) | População da freguesia de Gomes Aires (1864 – 2011) | População da freguesia de Gomes Aires (1864 – 2011) | População da freguesia de Gomes Aires (1864 – 2011) | População da freguesia de Gomes Aires (1864 – 2011) | População da freguesia de Gomes Aires (1864 – 2011) | População da freguesia de Gomes Aires (1864 – 2011) | População da freguesia de Gomes Aires (1864 – 2011) | População da freguesia de Gomes Aires (1864 – 2011) | População da freguesia de Gomes Aires (1864 – 2011) | População da freguesia de Gomes Aires (1864 – 2011) |
| --------------------------------------------------- | --------------------------------------------------- | --------------------------------------------------- | --------------------------------------------------- | --------------------------------------------------- | --------------------------------------------------- | --------------------------------------------------- | --------------------------------------------------- | --------------------------------------------------- | --------------------------------------------------- | --------------------------------------------------- | --------------------------------------------------- | --------------------------------------------------- | --------------------------------------------------- | --------------------------------------------------- |
| 1864                                                | 1878                                                | 1890                                                | 1900                                                | 1911                                                | 1920                                                | 1930                                                | 1940                                                | 1950                                                | 1960                                                | 1970                                                | 1981                                                | 1991                                                | 2001                                                | 2011                                                |
| 1 226                                               | 1 386                                               | 1 454                                               | 1 530                                               | 1 677                                               | 1 912                                               | 2 097                                               | 2 658                                               | 2 798                                               | 2 461                                               | 2 081                                               | 1 540                                               | 581                                                 | 483                                                 | 355                                                 |

### Evolução da População Entre 1864 e  2011

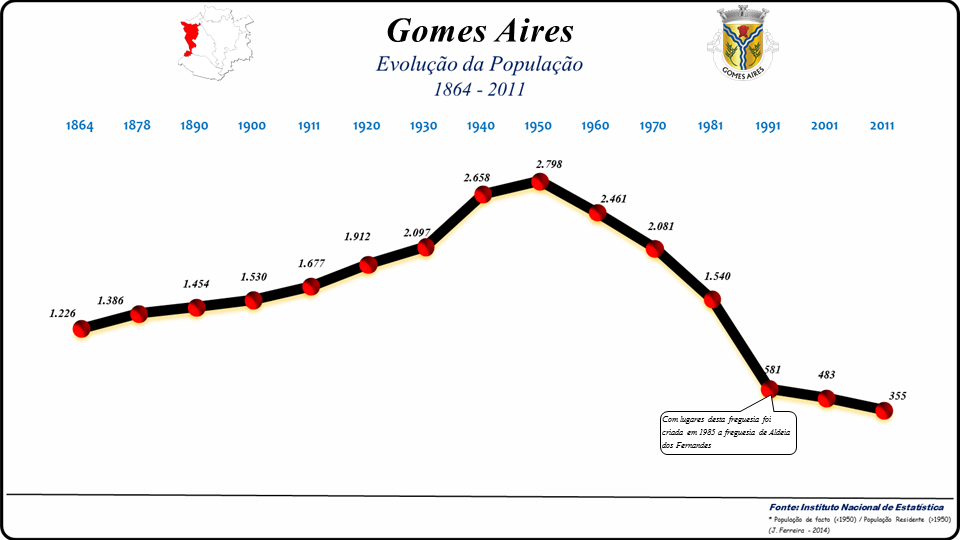
Evolução da População 1864 / 2011

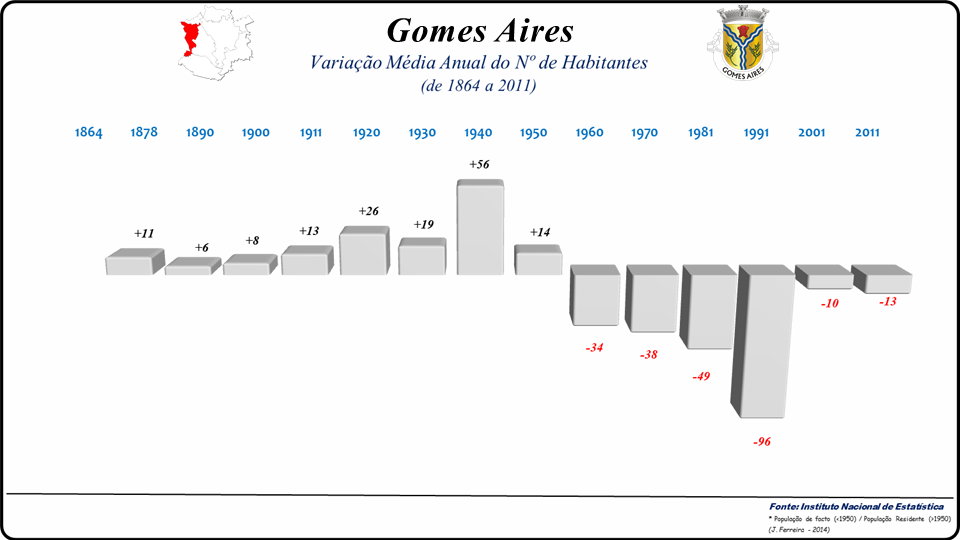
Variação da População 1864 / 2011

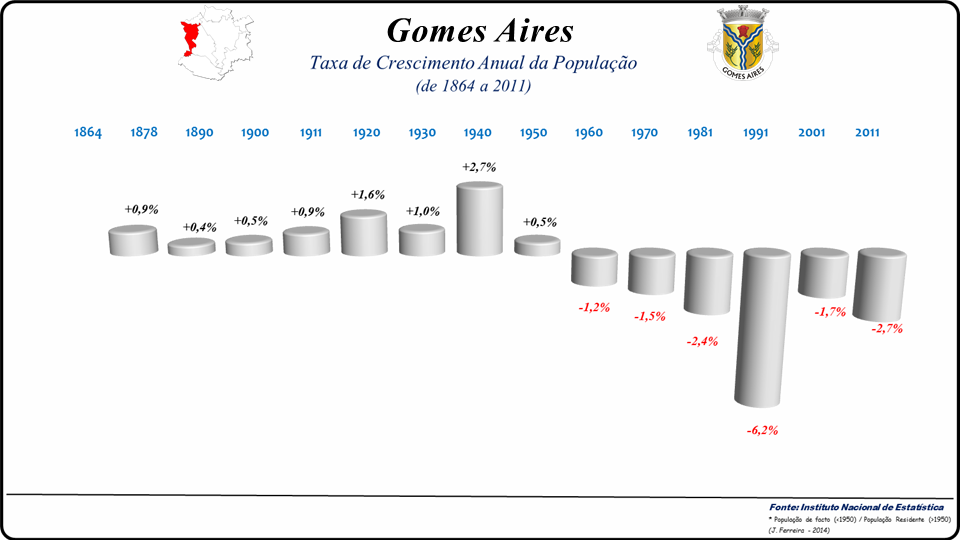
Variação da População 1864 / 2011

; 
;
;

## Património
- Igreja Paroquial de Gomes Aires